# Dance with a Stranger (Band)

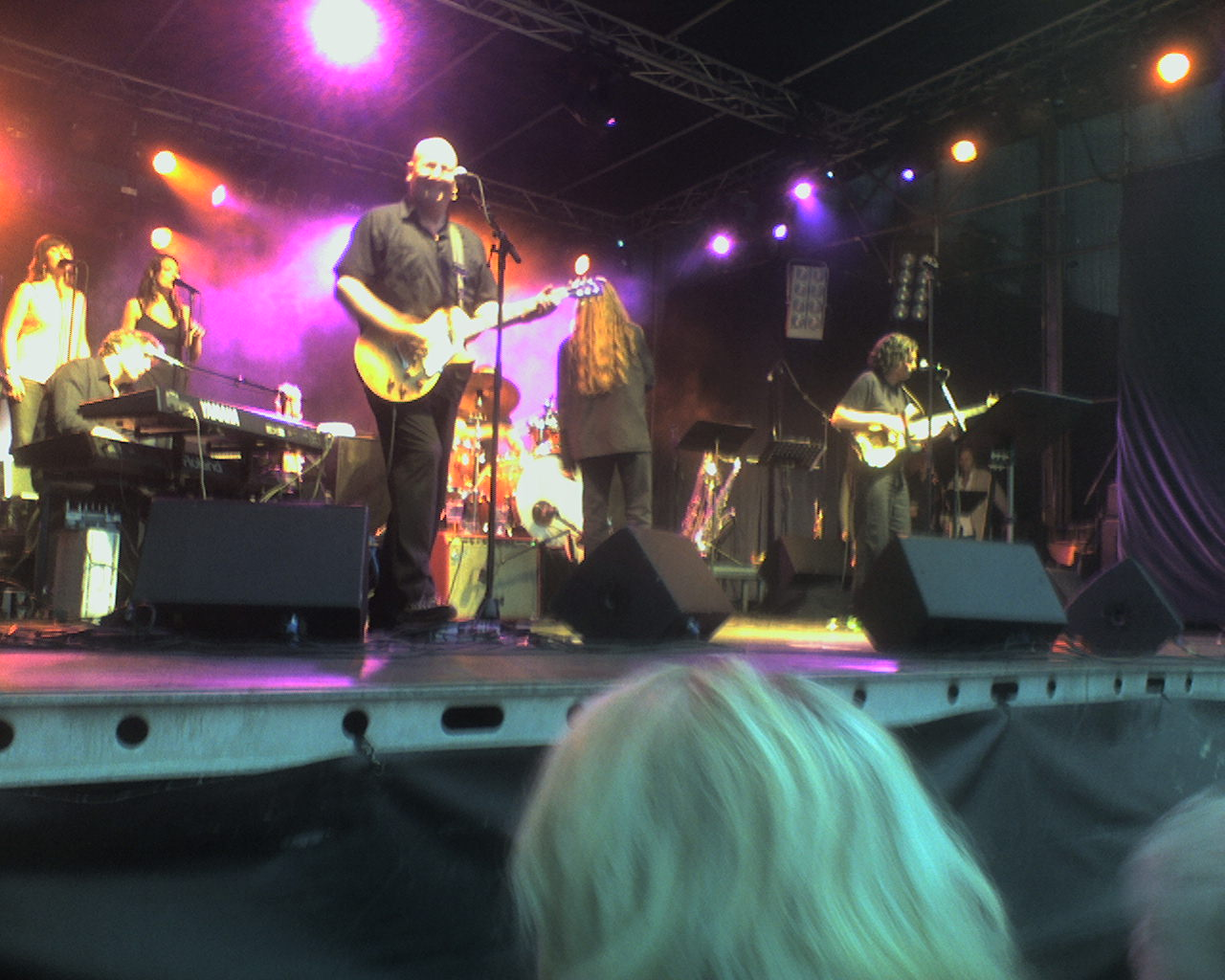
Dance with a Stranger auf einem Reunion-Konzert am 3. Juli 2005 in Kristiansund

Dance with a Stranger ist eine norwegische Pop-Rock-Band, die 1984 in Bergen gegründet wurde. Mit ihren Alben erreichten sie bisher dreimal Platz 1 der norwegischen Charts.
Die Mitglieder der Gruppe sind: Frode Alnæs (Gitarre, Gesang), Øivind Elgenes (Gesang) und Bjørn Jenssen (Schlagzeug). Yngve Moe (E-Bass) verstarb am 17. April 2013 im Alter von 55 Jahren.

## Diskografie

### Alben
- 1987: Dance with a Stranger
- 1989: To
- 1989: Fool's Paradise
- 1991: Atmosphere
- 1994: Look What You've Done
- 1994: Unplugged
- 1997: The Best of Dance with a Stranger
- 1999: Happy Sounds
- 2007: Everyone Needs a Friend... The Very Best Of

### Singles
- 1988: Everyone Needs a Friend
- 1988: Lovers in the Night
- 1989: The Invisible Man
- 1989: Stop Looking for Love
- 1991: African Road
- 1991: Let Go (Promo)
- 1991: In the Atmosphere
- 1994: Only Love
- 1994: Our Moment in Time
- 1994: Cruel World (Promo)
- 1994: Long December Nights (Promo)